# Perry Blake (album)
Pour les articles homonymes, voir Perry Blake et Blake.
Albums de Perry Blake
Still Life
(1999)
Perry Blake est le premier album du chanteur irlandais Perry Blake, sorti en 1998 sur le label Polydor.

## Liste des titres

### Édition standard (15 avril 1998)
1. Little Boys & Little Girls 4:57
2. The Hunchback of San Francisco 4:32
3. 1971 3:06
4. Anouska (I Want to Come Home) 5:24
5. Broken Statue 6:01
6. Genevieve (The Pilot of Your Thighs 4:21
7. So Long 5:22
8. Naked Man 4:13
9. Widows By the Radio 5:35
10. Weeping Tree 5:10
11. House in the Clouds 5:10

### Édition limitée (22 septembre 1998)
1. Little Boys & Little Girls 4:57
2. The Hunchback of San Francisco 4:32
3. 1971 3:06
4. Anouska (I Want to Come Home) 5:24
5. Broken Statue 6:01
6. Genevieve (The Pilot of Your Thighs) 4:21
7. So Long 5:22
8. Naked Man 4:13
9. Widows By the Radio 5:35
10. Weeping Tree 5:10
11. House in the Clouds 5:10
12. Killing Time 5:55
13. Ulysses 5:20
14. The Sorrow of Spring 3:35

## Musiciens
- Perry Blake : Chant, Claviers, Percussions
- Graham Murphy : Guitares, Claviers, Programmation

## Musiciens additionnels
- The London Metropolitan Orchestra
- Joy Rose : Chant
- Elaine Vassell : Chant
- Andy Duncan : Batterie, Percussions